# Voci Unite

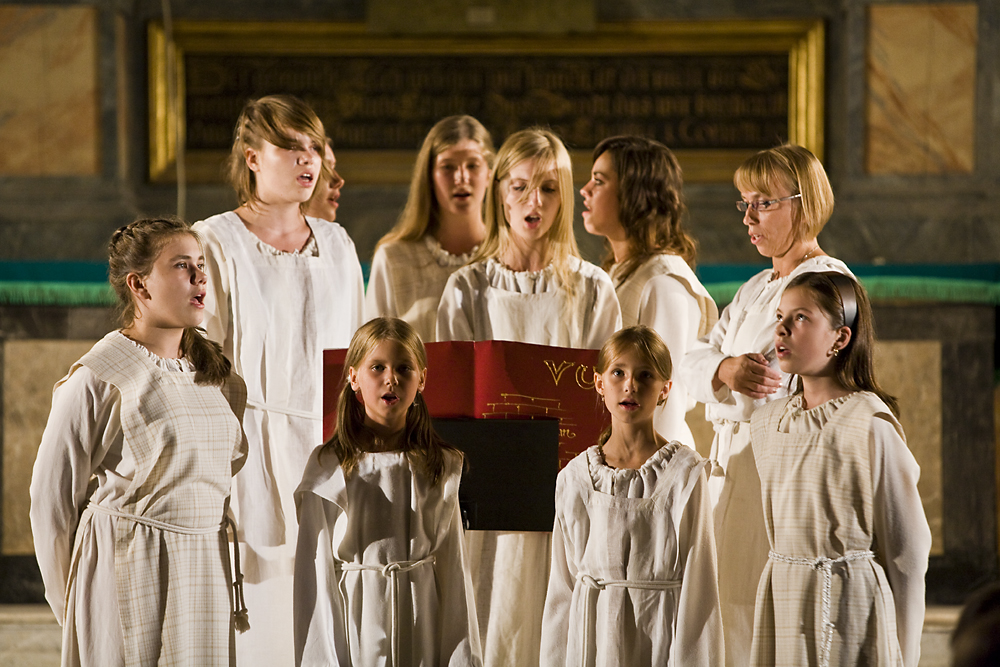
Voci Unite

Voci Unite – zespół muzyki dawnej działający w Łomży pod kierownictwem Katarzyny Szmitko.

## Historia

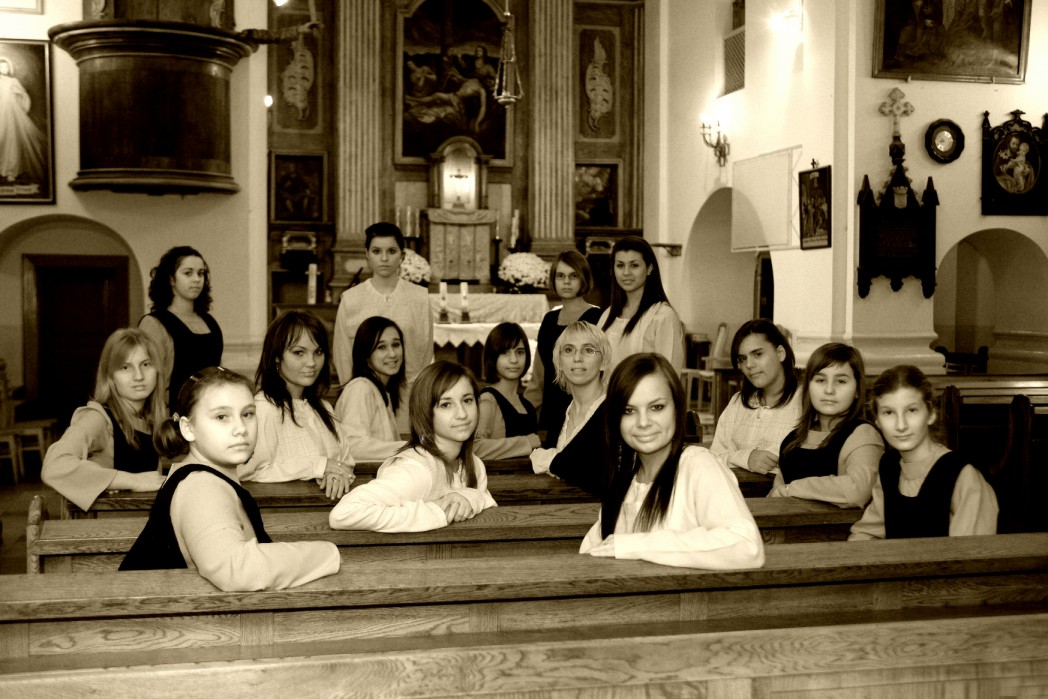
Dawny skład zespołu

Zespół muzyki dawnej Voci Unite powstał w 1994 roku. Wywodzi się ze szkolnego chóru kameralnego Cantus, z którego zostali wyłonieni pierwsi członkowie nowo założonego zespołu. Jego inicjatorką i prowadzącą jest niezmiennie Katarzyna Szmitko. Voci Unite od początku działalności związany jest z Ogólnopolskim Festiwalem Zespołów Muzyki Dawnej „Schola Cantorum” odbywającym się w Kaliszu.
Sukcesy zespołu rozpoczęły się wraz ze zdobyciem Brązowej Harfy Eola w 1996 roku, a następnie Złotej Harfy Eola w 1997 roku.
W repertuar wpisała się początkowo muzyka renesansowa. W 2001 roku styl zespołu uległ zmianie, Voci Unite zaprezentowało utwory średniowieczne. Następnym krokiem rozwoju było wykonywanie muzyki łacińskiej, chorału gregoriańskiego oraz tradycyjnych pieśni kurpiowskich.
Zespół Voci Unite podczas swojej działalności współpracował z wieloma profesjonalistami z dziedziny muzyki, między innymi: Agatą Sapiechą, Marcinem Bornusem-Szczycińskim, Cezarym Szyfmanem, Robertem Lawatym, Phillipem Cave’m, Stevenem Taylorem, Olgą Pasiecznik, Adamem Strugiem, Kristiną Koefener.

## Obchody XX-lecia[3]
W 2014 roku zespół Voci Unite obchodził dwudziestolecie swojej działalności. Z tej okazji została wydana pamiątkowa książka „Voci Unite 20 lat” autorstwa Katarzyny Bartosiewicz i Katarzyny Szmitko. Znajdują się tam informacje dotyczące historii zespołu, osiągnięć, wspomnień, obecnych i byłych członków oraz pamiątkowe zdjęcia. Przebieg obchodów dwudziestolecia miał miejsce 7 i 8 czerwca. Podczas koncertu Galowego wystąpiły zespoły: Carmen Alacre z Dobroszyc, Juvenales Anime z Poznania, Antiquo More z Międzyrzecza oraz Voci Unite. Następnego dnia odbył się szereg koncertów w: Kościele Świętego Andrzeja Boboli w Łomży, Kościele Przemienienia Pańskiego w Piątnicy oraz Kościele Krzyża Świętego w Łomży podczas Festynu Rodzinnego.

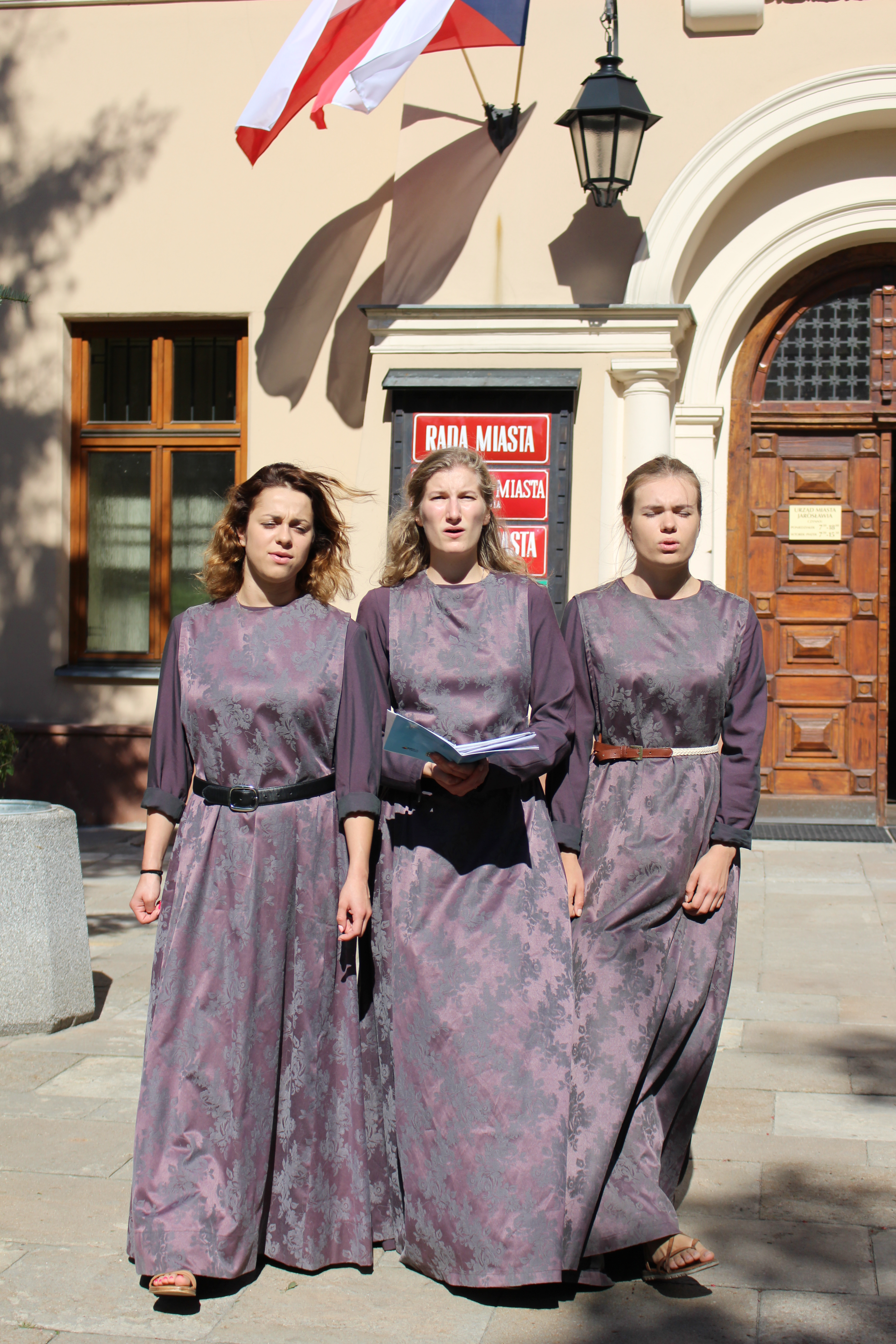
Obecny skład zespołu

## Festiwale
Najczęściej odwiedzanym przez Voci Unite festiwalem jest Ogólnopolski Festiwal Zespołów Muzyki Dawnej „Schola Cantorum” w Kaliszu. Członkowie zespołu odbyli tam wiele warsztatów muzycznych, wokalnych oraz tanecznych, między innymi z: Marcinem Bornusem-Szczycińskim, Cezarym Szyfmanem.
Kolejnym ważnym w historii zespołu festiwalem jest Festiwal Muzyki Dawnej w Jarosławiu – Pieśń Naszych Korzeni stworzony przez Marcina Bornusa-Szczycińskiego oraz Macieja Kazińskiego.
Inne festiwale:
- Festiwal Sacra et Musica w Łomży[6]
- Festiwal Forum Musicum we Wrocławiu
- Festiwal Wielkopostne Śpiewanie w Lublinie
- Festiwal Muzyka na Zamku Królewskim w Warszawie
- Festiwal Muzyki Jednogłosowej w Płocku
- Festiwal Muzyki Sakralnej w Ciechanowie

Voci Unite oprócz festiwali ma w swoim dorobku udział w wielu koncertach.

## Dyskografia
| Tytuł                | Rok  |
| -------------------- | ---- |
| Śpiewajcie Aniolowie | 2000 |
| TE DECET HYMNUS DEUS | 2012 |

## Nagrody
- Ogólnopolski Festiwal Zespołów Muzyki Dawnej „Schola Cantorum” w Kaliszu[11][12][13][14][15]:
  - Brązowe Harfy Eola: 1996, 1999
  - Srebrne Harfy Eola: 2000, 2008, 2009
  - Złote Harfy Eola: 1997, 2001, 2003, 2004, 2006, 2007, 2010, 2012, 2014
  - Wyróżnienie za Najlepsze wykonanie utworu kompozytora polskiego: 2000, 2001
- Nagroda Departamentu Szkolnictwa Artystycznego Kultury i Sztuki 1997
- Nagroda Wielkopolskiego Kuratora Oświaty 2001
- Nagroda Wojewody Wielkopolskiego 2003
- Nagroda Ministerstwa Kultury 2004
- Nagroda Ministra Kultury i Dziedzictwa Narodowego 2007
- Nagroda Centrum Kultury i Sztuki w Kaliszu 2009
- Nagroda Drukarni EDYTOR w Kaliszu 2010
- Nagroda Starosty Kaliskiego 2010
- Nagroda Centrum Kultury i Sztuki w Kaliszu 2010
- Nagroda Marszałka Województwa Podlaskiego 2012
- Nagroda Centrum Kultury i Sztuki w Kaliszu 2012
- Nagroda Marszałka Województwa Wielkopolskiego 2014
- Nagroda Starosty Powiatu Kaliskiego 2014
- Udział w Koncercie Promocyjnym Międzynarodowej Letniej Akademii Muzyki Dawnej w Wilanowie na zaproszenie Agaty Sapiechy
- Udział w koncercie na Festiwalu Forum Musicum we Wrocławiu na zaproszenie Tomasza Dobrzańskiego[16]
- Ogólnopolski Turniej Chórów „Legnica Cantat” 2004:
  - Wyróżnienie w kategorii chórów kameralnych
  - Nagroda PR2 Polskiego Radia za Najlepsze walory brzmieniowe
- Bydgoskie Impresje Muzyczne 2003:
  - Srebrna Struna
  - Nagroda specjalna dla Karoliny Majewskiej za Wybitne walory głosowe
  - Nagroda specjalna Marszałka Województwa Kujawsko-Pomorskiego za nowatorską prezentację muzyki dawnej
- Ogólnopolski Festiwal Muzyki Patriotycznej i Religijnej w Hrubieszowie 1997:
  - I miejsce
- Plebiscyt na najpopularniejszy zespół ziemi łomżyńskiej 1999:
- Brylantowy Bocian – nagroda Radia Łomży